# Sicyos chiriquensis
Sicyos chiriquensis är en gurkväxtart som beskrevs av B.E. Hammel och W.G. D'arcy. Sicyos chiriquensis ingår i släktet hårgurkor, och familjen gurkväxter. Inga underarter finns listade i Catalogue of Life.